# Aardbeving Java april 2011
De aardbeving bij Java van april 2011 was een zware aardbeving die zich voordeed op 3 april 2011 om 03:06:42 lokale tijd in de Indische Oceaan, 241 km uit de kust van Christmaseiland en 277 km uit de kust van Java. De beving had een kracht van 6,7 op de momentmagnitudeschaal. Direct na de beving waarschuwden de Indonesische Autoriteiten voor een tsunami, deze werd na twee uur weer ingetrokken.
Januari: Pakistan (19 januari) - 
Februari: Christchurch (21 februari) - 
Maart: Yunnan (10 maart) · Japan (11 maart) · Myanmar (24 maart) -
April: Java (3 april) · Naschok Japan (7 april) - 
Mei: Spanje (11 mei) - 
Oktober: Turkije (23 oktober)